# Anesthésie péridurale

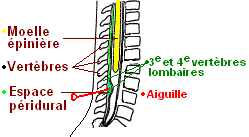
Schéma - péridurale.

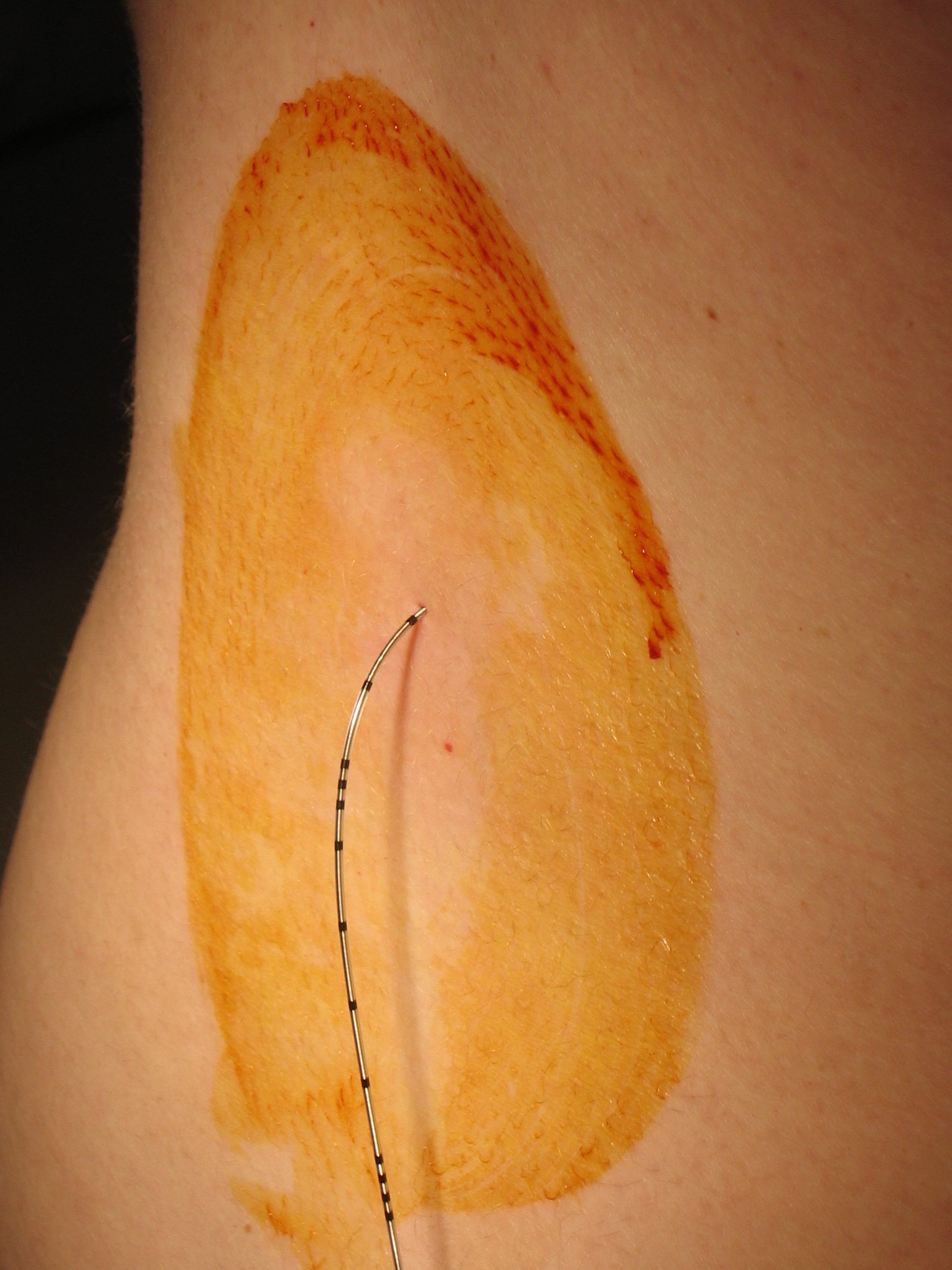
Un cathéter épidural en place. L'asepsie du site à été réalisée avec de la povidone iodée.

Schéma - péridurale.

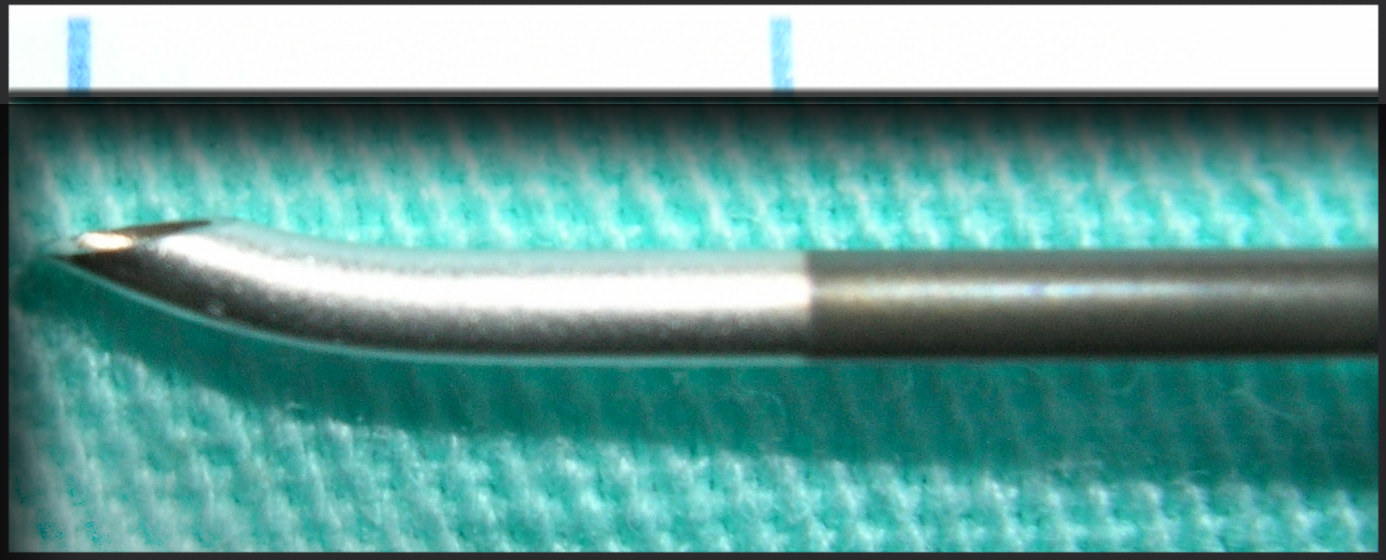
Détail (biseau et courbe) d'une aiguille de Tuohy utilisée pour les ponctions péridurales.

Pour un article plus général, voir Anesthésie.
 (mars 2024).
L'anesthésie péridurale, aussi appelée anesthésie épidurale ou couramment péridurale, est une technique d'anesthésie loco-régionale consistant à introduire un cathéter dans l'espace péridural, permettant la diffusion prolongée d'un ou plusieurs principes actifs (anesthésique local et antalgiques le plus souvent).
L'usage d'un cathéter est privilégié en raison de la demi-vie courte des produits couramment utilisés. Le cathéter est laissé en place permettant l'administration continue des thérapeutiques durant la procédure.
La péridurale est adaptée aux procédures longues et permet de limiter l’emploi d’opiacés via l'épargne morphinique. Cela permet ainsi la diminution des effets indésirables liés à ces traitements.
L'utilisation la plus courante est l'analgésie péridurale lombaire pour l'accouchement, qu'il soit par voie basse ou césarienne.
En plus de son usage obstétrical, cette technique est indiquée pour :
- les douleurs post opératoire d'une chirurgie abdominale majeure (grandes laparotomies, duodénopancréatectomie céphalique…) via la réalisation d'une péridurale lombaire haute.
- les douleurs post opératoire d'une chirurgie thoracique (lobectomies par thoracotomie, pneumonectomies, cure de pneumothorax par abrasion pleurale…) en réalisant une péridurale thoracique.
- les douleurs post opératoire d'une chirurgie orthopédique des membres inférieures (prothèse de hanche, prothèse de genou, amputation…) via la réalisation d'une péridurale lombaire basse.

## Réalisation
Le patient est soit en position assise soit en position allongée sur le côté. La ligne médiane des épineuses est repérée par palpation. Elle peut être également repérée par échographie chez les personnes obèses ou à risque de ponction difficile (scoliose, antécédent de chirurgie du rachis…). La mise en place du cathéter se fait dans des conditions d’asepsie chirurgicale. Après application d'un antiseptique sur la peau, l'insertion du cathéter peut être éventuellement précédée par une anesthésie locale. Il est introduit dans l'espace péridural par l'intermédiaire d'une aiguille de tuohy (peu tranchante et courbée). S'il est en place, il ne doit s'écouler ni sang ni liquide cérébrospinal. Une injection d'une petite dose d'un anesthésique local avec de l'adrénaline permet de s'assurer que l'extrémité de l'aiguille n'est ni dans un vaisseau (augmentation de la fréquence cardiaque et de la tension artérielle, goût métallique ou acouphène) ni en intrathécal (déficit sensitivomoteur brutal). Cependant, la réalisation de cette injection communément appelée "dose test" est actuellement de plus en plus abandonnée au profit d'une injection lente et fractionnée de la solution analgésique (nombreux faux négatifs).

## Drogues administrées
Les médicaments administrés sont des anesthésiques locaux : ropivacaïne, lidocaïne, lévobupivacaïne.
Parfois à ceux-ci s'ajoutent des adjuvants afin d'allonger la durée d'effet des anesthésiques locaux et améliorer la qualité du bloc sensitif :
- des opiacés et opioïdes : sufentanil, morphine ;
- un antihypertenseur aux propriétés sédatives : la clonidine.

## Effet

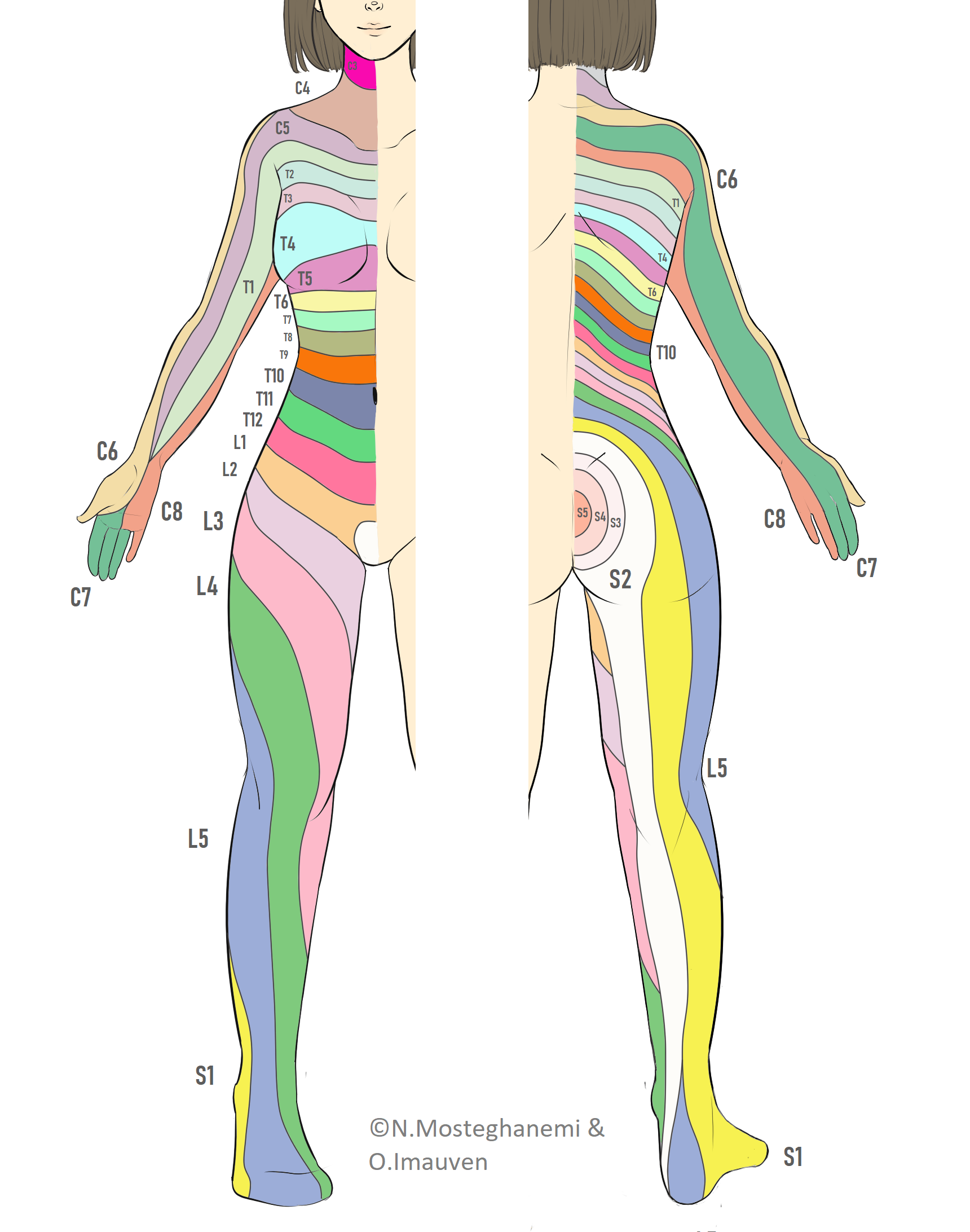
Dermatomes radiculaires humains (femme).

L'anesthésie péridurale par opposition à la rachianesthésie est responsable d'un déficit neurologique suspendu, c'est-à-dire qu'il va exister une zone d'hypoesthésie en lien avec la technique, et que les dermatomes au-dessus et en dessous de cette zone ne seront pas atteints. Ceci s'explique par le fait que seules les racines nerveuses baignant dans le mélange anesthésique sont atteintes[réf. souhaitée].
Lorsque la péridurale est utilisée à visée anesthésique (c'est-à-dire pour permettre la réalisation d'une intervention, comme une césarienne) : des anesthésiques locaux concentrés sont employés. Le patient a donc un déficit sensitif thermo-algique (extra-lemniscal), moteur et souvent épicritique/proprioceptif (lemniscal). Ces doses concentrées sont souvent responsable d'une vasoplégie intense, entre autres par atteinte des fibres sympathiques, entrainant des hypotensions sévères par baisse des résistances vasculaires périphériques.
En atteignant un niveau suffisamment haut un signe de Claude Bernard-Horner peut apparaitre, témoin d'une atteinte du ganglion stellaire.
Lorsqu'une péridurale à visée analgésique est souhaitée, les anesthésistes tentent d'en minimiser les effets hémodynamiques et d'obtenir un bloc différentiel : analgésier mais permettre au patient de se mobiliser en réduisant le bloc moteur, le toute dans une optique de réhabilitation améliorée après chirurgie (RAAC) pour la chirurgie et de satisfaction maternelle pour l'obstétrique (par ex. péridurale déambulatoire). Ceci est rendu possible par le fait que les anesthésiques locaux faiblement concentrés administrés par voie péridurale (par ex. ropivacaïne 1 à 2 mg/mL, lévobupivacaïne 2,5 mg/mL) atteignent facilement les fibres thermo-algiques peu myéliniées, et plus difficilement les neurones moteurs et sensitifs épicritique/proprioceptifs qui sont myélinisés. Par ailleurs des études portant sur la qualité de l'analgésie sous péridurale ont montré que le l'administration de bolus horaires intermittents donnait de meilleurs résultats qu'un débit continu.
En résumé, le niveau dépendant beaucoup de la zone du rachis où est introduit le cathéter péridural, le niveau sensitif est d'autant plus étendu en dermatomes que le volume administré est important, et l'anesthésie d'autant plus intense que le mélange anesthésique est concentré.

## Bénéfices

### Accouchement
- Analgésie lors des accouchements par épidurale : avec les dosages actuels, sont considérées comme ayant un bon score les péridurales amenant à une auto-évaluation de 3 sur 10 (échelles EVA ou simplifiées), alors que la plupart des parturientes ne bénéficiant d'aucune mesure analgésique affichent un score compris entre 6 et 8[6]. Ces réductions de dosage par rapport à ceux pratiqués dans les années 1975-1985 résultent d'une volonté de réduire les effets indésirables, dont la perte totale de sensibilité et le bloc moteur[7]. Par ailleurs, cette méthode anesthésique permet de diminuer de moitié le risque pour une femme de développer des douleurs chroniques après une césarienne, avec un nombre de sujets à traiter de 19[8].
- Augmentation de la sécurité de la mère et du fœtus par diminution du recours à l'anesthésie générale
- Conscience conservée
- Durée illimitée (cathéter en place)
- Diminution de la consommation de morphiniques lorsque combinée à une anesthésie générale ou dans le cadre de l'analgésie post-opératoire

### Thoracotomie
Dans le cadre d'une thoracotomie, l'anesthésie épidurale diminuerait le risque de douleur post-opératoire chronique avec un rapport de cotes de 0,52 3 à 18 mois après l'opération. C'est-à-dire que recevoir une anesthésie péridurale lors d'une opération à thorax ouvert réduit environ de moitié le risque de présenter des douleurs post-opératoires chroniques 3 à 18 mois après l'opération.

## Contre-indications
Il existe certaines contre-indications à la péridurale :
- Refus de la technique par le patient ;
- troubles de l'hémostase primaire/secondaire, innés ou acquis: certains types de malade de willebrand, thrombopénie sévère, thrombopathie, CIVD, traitement par anticoagulants(héparines, anticoagulants oraux directs, antivitamine K), double antiaggrégation plaquettaire… (risque d'hématome péridural) ;
- Un sepsis non traité ;
- Une infection cutanée au point de ponction (risque de dissémination méningée) ;
- Certaines pathologies neurologiques : Sclérose en plaques en poussée, syringomyélie avec Arnold Chiari, tumeur intracranienne avec HTIC… (risque d'aggravation) ;
- une allergie vraie aux composants du mélange anesthésique.

Un tatouage, une sciatique en cours, une hernie discale, une paraplégie préalable et une scoliose ne sont pas des contre indications.

## Complications
On retrouve de manière plus rare voire exceptionnelle :
- Hypotension artérielle, par malaise vagal lors de la pose ou vasoplégique une fois la péridurale active, d'autant plus que la péridurale est proche du rachis thoracique et que le mélange anesthésique est concentré ;
- Tremblements ;
- Prurit aux morphiniques ;
- Une rétention aiguë d'urines (globe vésical) ;
- brèche dure-mérienne 1/100 à 1/400) ;
- extension complète du bloc (cathéter malpositionné intrathécal) créant ainsi une rachianesthésie totale ;
- Anesthésie sous-durale (1/1000) : Anesthésie asymétrique et anarchique associée à un syndrome de Claude Bernard-Horner.
- Injection intravasculaire d’anesthésique local ;
- Lésions neurologiques/déficits moteur (1/10 000) ;
- Réaction anaphylactique à l’un des produits utilisés y compris le désinfectant ;
- Méningite et/ou abcès épidural
- hématome épidural (1/500 000) ;
- Escarre ou lésion neurologique par compression prolongée sur position vicieuse.

## Utilisation par pays de l'anesthésie obstétricale
Le recours à l'anesthésie péridurale lors d'un accouchement varie selon les pays, les raisons peuvent être multiples: remboursement par la sécurité sociale, disponibilité de la technique et des médecins anesthésistes-réanimateurs, facteurs culturels… Il est très élevé en France où il est financièrement pris en charge par la sécurité sociale, et en augmentation constante sur les trois dernières décennies. Le taux de recours est passé de 3 % en 1980 à 70 % en 2010. Les États-Unis ont connu à peu près la même évolution, avec un taux de 33 % en 1992 passant à 61 % en 2008. En Angleterre, où il est mal perçu par les sages-femmes, il évolue peu, avec un taux de 27 %, tout comme dans le cas de l'Allemagne, avec 24 %. À l'inverse, des pays tels que le Danemark ou les Pays-Bas ne l'utilisent que dans moins de 5 % des accouchements.